# Tabaco

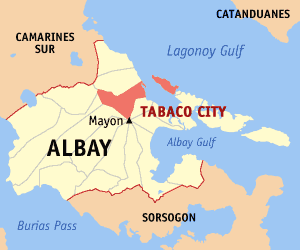
Tabacos läge i Albay.

Tabaco (officiellt City of Tabaco) är en stad i Filippinerna som ligger i provinsen Albay i Bikolregionen. Den har 107 166 invånare (folkräkning 1 maj 2000).
Staden är indelad i 47 smådistrikt, barangayer, varav 34 är klassificerade som landsbygdsdistrikt och 13 som tätortsdistrikt.

### Fotnoter
1. ↑  "2010 Census of Population and Housing" Arkiverad 5 juli 2012 på WebCite. National Statistics Office. Retrieved on 2012-05-24.